# 今日は日曜♪野村啓司のラジオなひととき
『今日は日曜♪野村啓司のラジオなひととき』（きょうはにちよう のむらけいしの ラジオなひととき）は、MBSラジオが
2015年4月5日から2016年3月27日まで、毎週日曜日の11:00 - 13:00（JST）に放送していた生ワイド番組。毎日放送出身のフリーアナウンサー・野村啓司の冠番組でもあった。

## 概要
2005年4月から平日の夕方に放送されてきた『ノムラでノムラだ♪』シリーズの終了を機に始まった生ワイド番組。前番組の『日曜出勤生ラジオ』から生中継リポート・国華園からの公開生放送などの企画を引き継いだほか、野村にとって思い入れの深い演歌・歌謡曲や、『ノムラでノムラだ♪』の系譜を継ぐ企画も随時放送していた。
野村のアシスタントには、NHKやKBS京都の契約アナウンサーなどを経て、大阪テレビタレントビューローに所属するフリーアナウンサーの湯谷明子を起用。出産に伴う産前産後休暇で一時活動を休止していた湯谷は、当番組へのレギュラー出演を機に活動を再開した。中継リポーターについては、『日曜出勤生ラジオ』のリポーターだった桂坊枝を続投させる一方で、『ありがとう浜村淳です』の「ありがとう娘。」（アシスタント）の1人である吉村珠佳を新たに加えた。
2016年3月27日で放送を終了。翌週（4月2日）からは、『サンデーライブ ゴエでSHOW!』（土曜日の早朝に放送されていた『豊島・ゴエのあさはやっ!?』のリニューアル番組）を、当番組の放送枠の大半（11:00 - 12:50）で放送する。なお、当番組の生中継コーナーは『サンデーライブ』にも引き継がれるが、『日曜出勤生ラジオ』の放送開始（1997年10月5日）から一貫してこの時間帯にリポートを担当していた坊枝は出演しない。

## 出演

### パーソナリティー
- 野村啓司
- 湯谷明子

### 中継レポーター
- 桂坊枝
- 吉村珠佳

## 主なコーナー
- 野村啓司の聴けば聴くほど　懐メロコーナー
  - 演歌や歌謡曲への造詣が深い野村が、過去のヒット曲にまつわるエピソードなどを紹介しながら、その楽曲を改めて鑑賞するコーナー。
- お答えちょうだい!ノムー知恵袋　
  - リスナーから寄せられた素朴な疑問を、リスナーと一緒になって解決するコーナー。公式サイトでは、質問や疑問に加えて、疑問に対する解決策を電子メールで受け付けていた。
- 昼どき ひととき とっておき!　
  - 健康、お金、法律、レジャーなどの分野に詳しいゲストが登場する情報コーナー。近藤勝重（毎日新聞東京本社特別編集委員）・いちのせかつみ（ファイナンシャルプランナー）など、『ノムラでノムラだ♪』シリーズでのレギュラーゲストも定期的に出演していた。
  - 『ノムラでノムラだ♪』シリーズの末期から続いていた近藤出演の企画（演歌・歌謡曲にまつわる月1回放送のクロストーク企画）は、当番組のリスナーにも好評だったことから、当番組の終了を機に『野村啓司の懐メロ♪　ジュークボックス』（MBSラジオで2016年4月から毎週金曜日の深夜に放送）へ引き継がれている。
- 日曜日やからいうけれど…　
  - 忙しい平日ではなかなか伝えられないようなリスナーの伝言を仲介するコーナーで、電話を通じて生放送に出演するリスナーも募集。コーナーの後半では、毎回1名のリスナーと電話をつないだうえで、野村とのやり取りを通じて伝言を打ち明けさせていた。
- 生中継コーナー
  - 『日曜出勤生ラジオ』と同様に、桂坊枝と女性リポーター（吉村）が、基本として別々の場所から届ける中継リポート。坊枝と吉村が中継先からスタジオに持ち帰ったプレゼントを希望するリスナーから抽選で進呈したり、放送中にイベント会場などの訪問先を受け付けたうえで、後日の放送で実際に訪れたりすることもあった。